# André Seidenberg
André Seidenberg (* 1951 in Zürich) ist ein Schweizer Arzt und Buchautor. Er gilt als Pionier der Schweizer Drogenpolitik.

## Werdegang
André Seidenberg wuchs in Zürich auf und studierte an der Universität Zürich Medizin. 1985/1986 gewann Seidenberg gegen die kantonalen Zürcher Behörden den juristischen und medialen Streit um die Spritzenabgabe an Drogenabhängige (Spritzentausch). Er gab medizinische Hilfe in der Drogenszene und im Platzspitz-Park. 1991 war er Gründer und von 1992 bis 1996 Leitender Arzt der «Arbeitsgemeinschaft für Risikoarmen Umgang mit Drogen», ARUD. Er entwickelte die nachfragedeckende Versorgung mit Methadon. Er entwickelte die sichere Dosierung von Opioiden und war massgebend an den eidgenössischen Heroinversuchen (Prove 1994, Ärztliche Heroinabgabe) beteiligt.

## Publikationen
- Drogenpolitik / Aids-Politik. In: Schweizerische Ärztezeitung. Bd. 68 (1987), S. 171.
- mit Ueli Honegger: Methadon, Heroin und andere Opioide. Medizinisches Manual für die ambulante opioidgestützte Behandlung. Hans Huber, Bern 1998, ISBN 978-3-456-82908-1.
- hrsg. mit Margret Rihs-Middel, Nina Jacobshagen; Bundesamt für Gesundheit: Ärztliche Verschreibung von Betäubungsmitteln. Praktische Umsetzung und wichtigste Ergebnisse. Hans Huber Bern, 2002, ISBN 3-456-82910-8.
- Das blutige Auge des Platzspitzhirschs. Meine Erinnerungen an Menschen, Seuchen und den Drogenkrieg. Salis, Zürich 2020, ISBN 978-3-03930-006-8.